# Borki (powiat złotowski)
Borki – wieś w Polsce położona w województwie wielkopolskim, w powiecie złotowskim, w gminie Okonek.
W latach 1975–1998 miejscowość należała administracyjnie do województwa pilskiego.